# International Korfball Federation
La International Korfball Federation (IKF), in italiano Federazione Internazionale Korfball, è la federazione internazionale che governa lo sport del korfball. La sua sede si trova a Zeist, nei Paesi Bassi, e l'attuale presidente è l'olandese Jan Fransoo.

## Storia
L'IKF è stato fondato ad Anversa l'11 giugno 1933 come proseguimento dell'esperienza del Bureau fondato dalle federazioni nazionali olandese e belga nel 1924. Riconosciuto ufficialmente dal Comitato Olimpico Internazionale nel 1993, oggi è affiliato al General Association of International Sports Federations (GAISF), all'Association of the IOC Recognised International Sports Federations (ARISF) e all'International World Games Association (IWGA). Il compito dell'IKF è di diffondere e sviluppare la pratica di questo sport nel mondo, supportando le federazioni nazionali.

## Membri
| Membri della Federazione Internazionale Korfball |                                                      |           |                    |                                                                          |
|                                                  | Membro                                               | Anno aff. | Nazionale          | Sito ufficiale                                                           |
| Argentina                                        | Comité Argentino de Korfball                         | 2007      | Argentina          | sito                                                                     |
| Armenia                                          | Korfball Federation of Armenia (KFA)                 | 1990      | Armenia            | sito                                                                     |
| Aruba                                            | Korfball Bond Aruba (KBA)                            | 1982      | Aruba              |                                                                          |
| Australia                                        | Korfball Australia (KA)                              | 1978      | Australia          | sito, su geocities.com (archiviato dall'url originale l'11 agosto 2006). |
| Belgio                                           | Koninklijke Belgische Korfbalbond (KBKB)             | 1933      | Belgio             | sito                                                                     |
| Bosnia ed Erzegovina                             | Korfball Federation of Bosnia and Herzegovina (KFBH) | 2001      | Bosnia-Erzegovina  |                                                                          |
| Bonaire                                          | Bonairiaanse Korfbalbond (BKB)                       | 1987      | Bonaire            |                                                                          |
| Bulgaria                                         | Bulgarian Federation Korfball and Intercrosse        | 2005      | Bulgaria           |                                                                          |
| Brasile                                          | Korfball Federation of Brazil (KFB)                  | 2003      | Brazil             | sito                                                                     |
| Canada                                           | Manitoba Korfball Association (MKA)                  |           | Canada             |                                                                          |
| Catalogna                                        | Federació Catalana de Korfbal (FCK)                  | 1997      | Catalogna          | sito                                                                     |
| Cina                                             | Korfball Promotion Committee of China (KCCP)         | 2006      | Cina               |                                                                          |
| Repubblica di Cina                               | Chinese Taipei Korfball Association (CTKA)           | 1985      | Rep. Cina          | sito Archiviato il 29 maggio 2006 in Internet Archive.                   |
| Cipro                                            | Cyprus Korfball Federation (CKF)                     | 1995      | Cipro              |                                                                          |
| Curaçao                                          | Curaçaose Korfbalbond (CKB)                          | 1986      | Curaçao            |                                                                          |
| Repubblica Ceca                                  | Czech Korfball Association (CKA)                     | 1989      | Rep. Ceca          | sito                                                                     |
| Corea                                            | Korea Korfball Federation (KKA)                      | 2006      | Corea              |                                                                          |
| Danimarca                                        | Danish Korfball Committee                            |           | Danimarca          | sito                                                                     |
| Repubblica Dominicana                            | Dominican Korfball Federation (MKA)                  | 2007      | Rep. Dominicana    |                                                                          |
| Finlandia                                        | Finnish Korfball Committee (FKC)                     | 1992      | Finlandia          |                                                                          |
| Francia                                          | UFOLEP National Korfball Committee                   |           | Francia            | sito                                                                     |
| Galles                                           | Welsh Korfball Association (WKA)                     | 2006      | Galles             | sito                                                                     |
| Georgia                                          | Georgian Korfball Federation                         | 2003      | Georgia            |                                                                          |
| Germania                                         | Deutscher Turner Bund e.V (DTB)                      | 1964      | Germania           | sito                                                                     |
| Giappone                                         | Japan Korfball Association (JKA)                     | 1990      | Giappone           |                                                                          |
| Grecia                                           | Hellenic Korfball & Ball-Sports Federation (HKBSF)   | 2003      | Grecia             | sito                                                                     |
| Hong Kong                                        | Hong Kong China Korfball Association (HKCKA)         | 1988      | Hong Kong          | sito                                                                     |
| India                                            | Korfball Federation of India (KFI)                   | 1980      | India              |                                                                          |
| Indonesia                                        | Persatuan Korfball Seluruh Indonesia (PKSI)          | 1984      | Indonesia          |                                                                          |
| Inghilterra                                      | English Korfball Association (EKA)                   | 1946      | Inghilterra        | sito                                                                     |
| Italia                                           | Federazione Italiana Korfball (FIK)                  | 2003      | Italia             | sito                                                                     |
| Irlanda                                          | Irish Korfball Association                           | 2007      | Irlanda            |                                                                          |
| Lussemburgo                                      | Federation Luxembourgeoise du Korfball (FLKB)        | 1976      | Lussemburgo        | sito                                                                     |
| Macao                                            | Macau Korfball Association (MKA)                     | 2000      | Macao              |                                                                          |
| Malaysia                                         | Malaysian Korfball Association (MKA)                 | 2007      | Malesia            |                                                                          |
| Malawi                                           | Malawi Korfball Association (MKA)                    | 2006      | Malawi             |                                                                          |
| Pakistan                                         | Pakistan Korfball Federation                         | 2008      | Pakistan           |                                                                          |
| Nuova Zelanda                                    | Korfball New Zealand (KNZI)                          | 1998      | Nuova Zelanda      | sito                                                                     |
| Paesi Bassi                                      | Koninklijk Nederlands Korfbalverbond (KNKV)          | 1933      | Paesi Bassi        | sito                                                                     |
| Papua Nuova Guinea                               | Papua New Guinea Korfball Federation (PNGKF)         | 1973      | Papua Nuova Guinea |                                                                          |
| Polonia                                          | Polska Federacja Korfballu (PFK)                     | 1988      | Polonia            | sito                                                                     |
| Portogallo                                       | Federacao Portuguesa de Corfebol (FPC)               | 1987      | Portogallo         | sito Archiviato il 18 gennaio 2021 in Internet Archive.                  |
| Romania                                          | Romanian Korfball Association (RKA)                  | 2003      | Romania            |                                                                          |
| Russia                                           | Russian Korfball Federation (RKF)                    | 1997      | Russia             | sito                                                                     |
| Scozia                                           | Scottish Korfball Federation (SKF)                   | 2006      | Scozia             | sito                                                                     |
| Serbia                                           | Korfball Federation of Serbia                        | 2005      | Serbia             |                                                                          |
| Singapore                                        | Republic of Singapore Korfball Association (ROSKA)   | 1989      | Singapore          |                                                                          |
| Slovacchia                                       | Slovak Korfball Association (SAK)                    | 1994      | Slovacchia         |                                                                          |
| Stati Uniti d'America                            | United States Korfball Federation (USKF)             | 1978      | Stati Uniti        | sito                                                                     |
| Sudafrica                                        | South African Korfball Federation (SAKF)             | 1993      | Sudafrica          | sito                                                                     |
| Suriname                                         | Surinaamse Korfbalbond (SKB)                         | 1971      | Suriname           |                                                                          |
| Svezia                                           | Svenska Korfballförbundet (SKF)                      | 2002      | Svezia             | sito Archiviato il 17 ottobre 2008 in Internet Archive.                  |
| Turchia                                          | Turkish Korfball Committee (TKC)                     | 1997      | Turchia            |                                                                          |
| Ungheria                                         | Hungarian Korfball Association (HKA)                 | 1991      | Ungheria           | sito                                                                     |
| Zimbabwe                                         | Zimbabwe Korfball Federation (ZKF)                   | 2005      | Zimbabwe           |                                                                          |